# ويلفريد بوس
ويلفريد بوس (بالألمانية: Wilfried Böse) (مواليد 7 فبراير 1949 - الوفاة 4 يوليو 1976 في إنتيبي)، هو العضو المؤسس للخلايا الثورية اليسارية الألمانية. كان منظم لهجمات عصابات مدنية ضد الرأسمالية الغربية في ألمانيا الغربية. وهو أحد خاطفي الطائرة الألمانية سنة 1976.